# Mirosław Kubisztal
Mirosław Józef Kubisztal (ur. 12 lutego 1962 w Tarnowie) – polski piłkarz, napastnik, jednokrotny reprezentant kraju, potem trener.
Karierę piłkarską rozpoczynał w Unii Tarnów. Wiosną 1984 roku przeszedł do wówczas I-ligowej Cracovii. W owym klubie rozegrał 15 spotkań, strzelając 3 bramki. Drużyna z Krakowa zanotowała spadek do II ligi. Zawodnikiem szybko zainteresował się GKS Katowice, grający w ekstraklasie. Barwy katowickiego zespołu reprezentował przez niecałe 7 sezonów. Z katowiczanami zdobył dwukrotnie puchar krajowy. W owej drużynie rozegrał 176 spotkań i strzelił 41 bramek. Grę w GKS-ie zakończył po rundzie jesiennej sezonu 1990/1991. Następnie wyjechał do Szwecji, by grać w Örebro SK. W szwedzkim klubie grał przez siedem lat. Rozegrał 148 spotkań i zdobył 58 bramek. Karierę piłkarską kończył na boisku w Skrzyszowie, gdzie reprezentował barwy tamtejszej Skrzyszovii.
W I lidze polskiej rozegrał 191 meczów, strzelił w niej 41 bramek.

## Reprezentacja Polski
W reprezentacji Polski wystąpił w jednym spotkaniu przeciwko Hiszpanii przegranym przez Polaków 0:1.
| lp. | Data             | Miejsce   | Przeciwnik | Rezultat | Rozgrywki  | Grał   | Uwagi |
| --- | ---------------- | --------- | ---------- | -------- | ---------- | ------ | ----- |
| 1.  | 20 września 1989 | La Coruña | Hiszpania  | 0-1      | towarzyski | od 73' |       |